# Великі комети

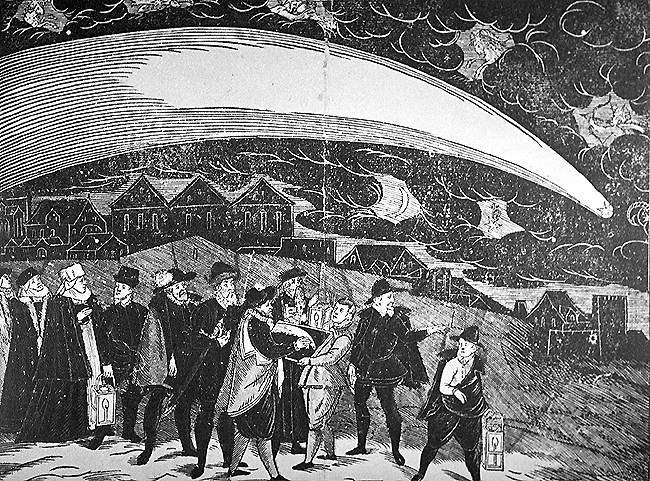
Гравюра Великої комети 1577 року над Прагою.

Великими кометами (англ. Great Comet) називають такі комети, які стають особливо яскравими та помітними для спостерігача. Точного офіційного визначення терміну немає, але Великими, зазвичай, називають такі комети, що стають легко помітними для випадкового земного спостерігача, який не займається цілеспрямованим пошуком небесних тіл, особливо якщо комета широко знана за межами астрономічного співтовариства. Великі комети — рідкісна астрономічна подія, яка трапляється приблизно раз на десятиріччя. В той час, як звичайні комети називають в честь їх відкривачів, Великі комети отримують свою назву від того року, коли їх спостерігали, наприклад, Велика комета 1811 року.
Існували припущення, що комета C/2012 S1 (ISON), що була відкрита у вересні 2012 року, стане Великою кометою 2013 року і найяскравішою кометою початку XXI століття. Спостерігати за нею можна було у грудні 2013—січні 2014 року.

## Причини виникнення
Переважна більшість комет ніколи не стають яскравими настільки, щоб бути поміченими неозброєним оком. Як правило, вони пролітають через внутрішню Сонячну систему і спостерігають за ними лише астрономи. Тим не менше, інколи комети стають яскравими настільки, що їх може помітити пересічний земний спостерігач без спеціального обладнання; ще рідше такі комети можуть ставати навіть яскравішими за найяскравіші зірки. Критеріями для таких "Великих" комет є: велике та активне ядро, максимальне зближення із Сонцем та Землею. Зрідка комета може не відповідати усім вимогам, але залишатися гарно видимою та знаменитою, як, наприклад, комета Гейла—Боппа, що мала надзвичайно велике ядро, але проходила далеко від Сонця; в той же час, комета Хякутаке була доволі малою, що не завадило їй залишатися видимою, адже вона пройшла дуже близько від Землі.